# Huracán Nora (1997)
El Huracán Nora fue oficialmente el tercer Ciclón tropical en llegar a Arizona, Estados Unidos.Manteniendo una categoría de tormenta tropical según la clasificación de Saffir-Simpson. Nora fue el decimocuarto Ciclón tropical nombrado y el séptimo en alcanzar la categoría de Huracán en el Pacífico durante la temporada de 1997. Se formó el día 16 de septiembre en las aguas del Pacífico de México, y ayudado por una temperatura oceánica más alta de lo habitual debido al fenómeno de El Niño, acabó alcanzando la Categoría 4 en la escala de Saffir-Simpson.
Con una trayectoria errante, impactó dos veces en tierra en la zona de Baja California. Después de su impacto en tierra, sus restos se adentraron en Estados Unidos, afectando la zona suroeste del país con vientos de categoría de tormenta tropical, provocando además lluvias intensas e inundaciones. 
El huracán Nora fue responsable directo de la muerte de dos personas en México, además de provocar inundaciones repentinas en Baja California y precipitaciones muy importantes en la zona de Arizona.
- Datos: Q742559
- Multimedia: Hurricane Nora (1997) / Q742559